# 2011 au théâtre
| Années du théâtre : 2008 - 2009 - 2010 - 2011 - 2012 - 2013 - 2014    |
| Décennies du théâtre : 1980 - 1990 - 2000 - 2010 - 2020 - 2030 - 2040 |

Cet article présente les faits marquants de l'année 2011 au théâtre.

## Événements
- Création du Festival international de théâtre francophone pour étudiants à Poznań en Pologne.
- 9 avril 2011 : Frédéric Mitterrand, ministre de la Culture, annonce qu'il souhaite que Luc Bondy succède à Olivier Py à la direction de l'Odéon-Théâtre de l'Europe à l'issue de son 1er mandat en mars 2012. Huit jours plus tard, devant l'ampleur des réactions, Olivier Py se voit confier la direction du Festival d'Avignon à partir de 2013 où il devrait succéder à Vincent Baudriller et Hortense Archambault.
- 6 juillet 2011 : ouverture du 65e Festival d'Avignon.

## Pièces de théâtre publiées
- Janvier :
  - Un dimanche indécis dans la vie d'Anna, de Jacques Lassalle, Actes Sud, collection Papiers, Arles,  (ISBN 978-2-7427-9463-8)
  - Ce qui meurt en dernier, de Normand Chaurette, Actes Sud, collection Papiers, Arles  (ISBN 978-2-7427-9461-4)
  - L'Enveloppe de Michèle Laurence, Éditions « L'œil du souffleur », Paris,  (ISBN 978-2-9185-1905-8)
  - D'un retournement l'autre : comédie sérieuse sur la crise financière en quatre actes et en alexandrins de Frédéric Lordon, Éditions du Seuil, Paris,  (ISBN 978-2-02-104577-2).
- Février :
  - L'Une, de Denis Lachaud, Actes Sud, collection Papiers, Arles,  (ISBN 978-2-7427-9473-7)
- Mars :
- Avril :
  - Les Jeunes, suivi de On refait tout et de Réfection, de David Lescot, Actes Sud, collection Papiers, Arles,  (ISBN 978-2-7427-9615-1)
- Mai :
  - Électre : variation à partir de Sophocle, de Jean-Pierre Siméon, Les Solitaires Intempestifs, Besançon,  (ISBN 978-2-8468-1307-5)
  - De toute la terre le grand effarement, de Guy Régis Jr, Les Solitaires Intempestifs, Besançon,  (ISBN 978-2-8468-1323-5)
  - Nina ou De la fragilité des mouettes empaillées, de Matei Vişniec, Éditions Lansman,  (ISBN 978-2-8728-2837-1)
  - Nous les vagues de Mariette Navarro, suivi de Les célébrations, Éditions Quartett, Fontenay-sous-Bois,  (ISBN 978-2-91683427-6)
  - Regardé par les folles de Bernard Souviraa, Éditions Quartett, Fontenay-sous-Bois,  (ISBN 978-2-9168-3426-9)
  - Truckstop, de Lot Vekemans (de), trad. de Monique Nagielkopf, Éditions « Espace 34 », Saint-Gély-du-Fesc,  (ISBN 978-2-8470-5067-7)
  - Sœur de, de Lot Vekemans, trad. d'Alain Van Crugten, Éditions « Espace 34 », Saint-Gély-du-Fesc,  (ISBN 978-2-8470-5067-7)
  - Un Batman dans ta tête, de David Léon, Éditions « Espace 34 », Saint-Gély-du-Fesc,  (ISBN 978-2-8470-5078-3)
  - Si ça va, bravo, de Jean-Claude Grumberg, Actes Sud, collection Papiers,  (ISBN 978-2-7427-9753-0)
  - Parking, de Adeline Picault, suivi de Bats l'enfance, Actes Sud, collection Papiers,  (ISBN 978-2-7427-9736-3)
  - Le Brame des biches, de Marion Aubert, Actes Sud, collection Papiers,  (ISBN 978-2-7427-9735-6)
  - King du ring, de Rémi Checchetto, Éditions « Espace 34 », Saint-Gély-du-Fesc,  (ISBN 978-2-8470-5065-3)
- Juin :
  - L'entêtement, de Rafael Spregelburd, trad. de Marcial Di Fonzo Bo et Guillermo Pisani, L'Arche Éditeur, Paris,  (ISBN 978-2-8518-1749-5)
  - Poison, de Lot Vekemans, trad. d'Alain Van Crugten, Éditions « Espace 34 », Saint-Gély-du-Fesc,  (ISBN 978-2-8470-5083-7)
  - Sang et Roses - Le Chant de Jeanne et Gilles, suivi de Mamma Medea, de Tom Lanoye, trad. de Alain Van Crugten, Actes Sud, collection Papiers, Arles,  (ISBN 978-2-7427-9738-7)
  - Comédies tragiques, de Catherine Anne, Actes Sud, collection Papiers, Arles,  (ISBN 978-2-7427-9739-4)

## Pièces de théâtre représentées

### Saison 2010-2011
- 4 janvier : Sale Août de Serge Valletti, mise en scène Patrick Pineau, MC93 Bobigny
- 5 janvier : Le Vrai Sang de Valère Novarina, mise en scène de l'auteur, Odéon-Théâtre de l'Europe
- 5 janvier : Délire à deux d'Eugène Ionesco, mise en scène de Christophe Feutrier, théâtre national de Toulouse
- 5 janvier : Seuls de Wajdi Mouawad, mise en scène de l'auteur, Le Quartz
- 7 janvier : Ithaque de Botho Strauss, mise en scène Jean-Louis Martinelli, théâtre Nanterre-Amandiers
- 8 janvier : Occupe-toi du bébé de Dennis Kelly, mise en scène Olivier Werner, théâtre national de la Colline
- 11 janvier : L’Amour, la mort, les fringues de Nora et Delia Ephron, mise en scène Danièle Thompson, théâtre Marigny
- 11 janvier : Du mariage au divorce : Feu la mère de Madame, On purge bébé, Mais n'te promène donc pas toute nue !, Léonie est en avance de Georges Feydeau, mise en scène Alain Françon, théâtre Marigny
- 11 janvier : Une banale histoire d'Anton Tchekhov, mise en scène Marc Dugain, théâtre de l'Atelier
- 12 janvier : Le Jeu de l'amour et du hasard de Marivaux, mise en scène Michel Raskine, Odéon-Théâtre de l'Europe-Ateliers Berthier
- 13 janvier : La Célestine de Fernando de Rojas, mise en scène Christian Schiaretti, TNP-Villeurbanne
- 13 janvier : La Vie parisienne de Jacques Offenbach, mise en scène Alain Sachs, théâtre Antoine
- 15 janvier : Don Juan de Tirso de Molina, mise en scène Christian Schiaretti, TNP-Villeurbanne
- 18 janvier : Diplomatie de Cyril Gély, mise en scène Stéphan Meldegg, théâtre de la Madeleine
- 18 janvier : Un de la Canebière opérette de René Sarvil, Henri Alibert et Vincent Scotto, mise en scène Frédéric Muhl Valentin, théâtre 14 Jean-Marie Serreau
- 19 janvier : Bulbus d'Anja Hilling, mise en scène Daniel Jeanneteau, théâtre national de la Colline
- 19 janvier : La Comédie des erreurs de William Shakespeare, mise en scène Dan Jemmett, théâtre des Bouffes du Nord
- 19 janvier : Harper Regan de Simon Stephens, mise en scène Lukas Hemleb, théâtre du Rond-Point
- 19 janvier : La Maladie de la famille M. de Fausto Paravidino, mise en scène de l'auteur, Comédie-Française Théâtre du Vieux-Colombier
- 19 janvier : La Nuit juste avant les forêts de Bernard-Marie Koltès, mise en scène Patrice Chéreau et Thierry Thieû Niang, Théâtre de l'Atelier
- 19 janvier : La Vérité de Florian Zeller, mise en scène Patrice Kerbrat, Théâtre Montparnasse
- 19 janvier : Qui a peur de Virginia Woolf ? d'Edward Albee, mise en scène Dominique Pitoiset, Théâtre des Célestins
- 20 janvier : Caligula d'Albert Camus, mise en scène Stéphane Olivié Bisson, Théâtre de l'Athénée-Louis-Jouvet
- 21 janvier : Aller chercher demain de Denise Chalem, mise en scène Didier Long, Théâtre de Paris
- 21 janvier : Une journée ordinaire d'Éric Assous, mise en scène Jean-Luc Moreau, Théâtre des Bouffes-Parisiens
- 21 janvier : Les Recluses de Koffi Kwahulé, mise en scène Sébastien Geraci, Théâtre du Risque
- 25 janvier : La nuit sera chaude de Josiane Balasko, mise en scène de l'auteur, Théâtre de la Renaissance
- 26 janvier : Suréna de Corneille, mise en scène Brigitte Jaques-Wajeman, Théâtre de la Ville
- 27 janvier : La Critique de l'École des femmes de Molière, mise en scène Clément Hervieu-Léger, Studio-Théâtre de la Comédie-Française
- 28 janvier : L'Amour sur un plateau d'Isabelle Mergault, mise en scène Agnès Boury, Théâtre de la Porte-Saint-Martin
- 29 janvier : Nicomède de Corneille, mise en scène Brigitte Jaques-Wajeman, Théâtre de la Ville
- 31 janvier : Macbeth Horror Suite de Carmelo Bene, mise en voix Georges Lavaudant, Théâtre des Bouffes du Nord
- 1er février : La Méthode Grönholm de Jordi Galceran, mise en scène Thierry Lavat, Théâtre Tristan Bernard
- 4 février : La Fin (Koniec) d'après Nickel Stuff de Bernard-Marie Koltès, Le Procès et Le Chasseur Gracchus de Franz Kafka, Elizabeth Costello de John Maxwell Coetzee, mise en scène Krzysztof Warlikowski, Odéon-Théâtre de l'Europe
- 5 février : Un tramway nommé Désir de Tennessee Williams, mise en scène Lee Breuer, Comédie-Française Salle Richelieu
- 8 février : Pluie d’enfer de Keith Huff, mise en scène Benoît Lavigne, Pépinière Théâtre
- 9 février : Non je n'ai pas joué avec Sarah Bernhardt de Marc Goldberg, David Ajchenbaum et Jacques Ciron, mise en scène Marc Goldberg, Vingtième Théâtre
- 9 février : Seuls de Wajdi Mouawad, mise en scène de l'auteur, Théâtre des Célestins
- 11 février : Le 20 novembre de Lars Norén, mise en scène Jérémie Lippmann, Théâtre de la Madeleine
- 12 février : Parce que je la vole bien ! de Laurent Ruquier, mise en scène Jean-Luc Moreau, Théâtre Saint-Georges
- 15 février : Les Joyeuses Commères de Windsor de William Shakespeare, mise en scène Andrés Lima, Comédie-Française Salle Richelieu
- 28 février : La Mouette d'Anton Tchekhov, mise en scène Christian Benedetti, Théâtre-Studio Alfortville
- 28 février : Les Rêves de Margaret de Philippe Minyana, mise en scène Florence Giorgetti, Théâtre des Abbesses
- 1er mars : Requiem 3 de Vincent Macaigne, mise en scène de l'auteur, Théâtre des Bouffes du Nord
- 2 mars : Frères du Bled de Christophe Botti, mise en scène Thierry Harcourt, Vingtième Théâtre
- 2 mars : Ma chambre froide de Joël Pommerat, mise en scène de l'auteur, création Odéon-Théâtre de l'Europe-Ateliers Berthier
- 3 mars : L'Échange de Paul Claudel, mise en scène Bernard Lévy, Théâtre de l'Athénée-Louis-Jouvet
- 3 mars : L'Indestructible Madame Richard Wagner de Christophe Fiat, mise en scène de l'auteur, Théâtre de Gennevilliers
- 3 mars : Quelqu'un comme vous de Fabrice Roger-Lacan, mise en scène Isabelle Nanty, Théâtre du Rond-Point
- 4 mars : Les Grandes Personnes de Marie NDiaye, mise en scène Christophe Perton, Théâtre national de la Colline
- 8 mars : Dom Juan de Molière, mise en scène Julie Brochen, Théâtre national de Strasbourg
- 8 mars : Rêve d'automne de Jon Fosse, mise en scène de Patrice Chéreau, Théâtre du Nord
- 9 mars : Le Long Voyage vers la nuit de Eugène O'Neill, mise en scène Célie Pauthe, Théâtre national de la Colline
- 10 mars : La Célestine de Fernando de Rojas, mise en scène Christian Schiaretti, Théâtre Nanterre-Amandiers
- 15 mars : Mata Hari : Exécution de Jean Bescós, mise en scène Simon Abkarian, Théâtre des Bouffes du Nord
- 15 mars : Tout est bien qui finit bien de William Shakespeare, mise en scène Pierre Beffeyte, Théâtre 14 Jean-Marie Serreau
- 15 mars : comédie musicale Hair, au Théâtre du Gymnase Marie Bell
- 16 mars : Adagio [Mitterrand, le secret et la mort] d'Olivier Py, mise en scène de l'auteur, création Odéon-Théâtre de l'Europe
- 16 mars : Il faut qu'une porte soit ouverte ou fermée et On ne saurait penser à tout d'Alfred de Musset, mise en scène Frédérique Plain, Théâtre Nanterre-Amandiers
- 16 mars : Othello ou le Maure de Venise de William Shakespeare, mise en scène Thomas Ostermeier, Les Gémeaux
- 23 mars : L’Illusion conjugale d'Éric Assous, mise en scène Jean-Luc Moreau, Théâtre de l'Œuvre
- 24 mars :  Poil de carotte de Jules Renard, mise en scène Philippe Lagrue, Studio-Théâtre de la Comédie-Française
- 24 mars :  Une visite inopportune de Copi, mise en scène Philippe Calvario, Théâtre de l'Athénée-Louis-Jouvet
- 29 mars :  Le Conte d'hiver de William Shakespeare, mise en scène Lilo Baur, Théâtre des Abbesses
- 30 mars :  Les affaires sont les affaires d'Octave Mirbeau, mise en scène Marc Paquien, Comédie-Française, Théâtre du Vieux-Colombier
- 1er avril : Rêve d'automne de Jon Fosse, mise en scène de Patrice Chéreau, Piccolo Teatro di Milano
- 2 avril : L'Opéra de quat'sous de Bertolt Brecht, musique Kurt Weill, mise en scène Laurent Pelly, Comédie-Française, Salle Richelieu
- 12 avril : Tatouage, Cabaret Brecht Tango Broadway, spectacles musicaux d'Alfredo Arias, Théâtre du Rond-Point
- 12 avril : Les Démons de Lars Norén, mise en scène Thomas Ostermeier, Théâtre des Célestins
- 15 avril : Lettre d'une inconnue de Stefan Zweig, mise en scène Christophe Lidon, Théâtre des Mathurins
- 19 avril : Grossesses nerveuses de Jean-Yves Rogale, mise en scène Philippe Hersen, Théâtre Daunou
- 19 avril : La Porte d'Antoine Séguin, mise en scène de l'auteur, Théâtre La Bruyère
- 27 avril : The Second Woman librement inspiré du film Opening Night de John Cassavetes, mise en scène Guillaume Vincent, livret Bastien Gallet, musique Frédéric Verrières, théâtre des Bouffes-du-Nord
- 27 avril : Noli me tangere de Jean-François Sivadier, mise en scène de l'auteur, Odéon-Théâtre de l'Europe-Ateliers Berthier
- 27 avril : Lettres d’amour à Staline de Juan Mayorga, mise en scène Jorge Lavelli, théâtre de la Tempête
- 28 avril : Le Moche de Marius von Mayenburg, mise en scène Jacques Osinski, théâtre du Rond-Point
- 28 avril : Le Chien, la nuit et le couteau de Marius von Mayenburg, mise en scène Jacques Osinski, théâtre du Rond-Point
- 28 avril : Toute vérité de Marie NDiaye & Jean-Yves Cendrey, mise en scène Caroline Gonce, théâtre du Rond-Point
- 29 avril : Les Fourberies de Scapin de Molière, mise en scène Jacques Bachelier, Vingtième Théâtre
- 3 mai : Le Juif de Gianni Clementi, mise en scène Enrico Maria Lamanna, Espace Cardin
- 3 mai : Le Mec de la tombe d'à côté de Katarina Mazetti, mise en scène Panchika Velez, théâtre des Bouffes-Parisiens
- 3 mai : Une femme à Berlin d'après un texte anonyme, mise en scène Tatiana Vialle, théâtre des Mathurins
- 4 mai : Danse "Delhi d'Ivan Vyrypaïev, mise en scène Galin Stoev, théâtre national de la Colline
- 5 mai : Laurent Lafitte - Comme son nom l'indique de Laurent Lafitte et Cyrille Thouvenin, mise en scène  des auteurs, Théâtre des Mathurins
- 7 mai : Mademoiselle Julie d'August Strindberg, mise en scène Christian Schiaretti, théâtre national de la Colline
- 7 mai : Créanciers d'August Strindberg, mise en scène Christian Schiaretti, théâtre national de la Colline
- 10 mai : Fin de partie de Samuel Beckett, mise en scène Alain Françon, théâtre de la Madeleine
- 10 mai : Sainte Thérèse de Lisieux, histoire d'une âme de Michel Pascal, mise en scène de l'auteur, théâtre des Mathurins
- 11 mai : Mille francs de récompense de Victor Hugo, mise en scène Laurent Pelly, Odéon-Théâtre de l'Europe
- 11 mai : Rêve d'automne de Jon Fosse, mise en scène de Patrice Chéreau, théâtre national de Bretagne
- 12 mai : Le Récit de la servante Zerline d'Hermann Broch, mise en scène Yves Beaunesne, théâtre de l'Athénée-Louis-Jouvet
- 12 mai : PAN d'après Peter Pan de J. M. Barrie, mise en scène Irina Brook, théâtre de Paris et Tournée
- 17 mai : Doctor Faustus lights the lights opéra rock texte Gertrude Stein, adaptation Olivier Cadiot, mise en scène Ludovic Lagarde, musique Rodolphe Burger, théâtre des Bouffes-du-Nord
- 18 mai : La Fiancée du scaphandrier de Claude Terrasse et Franc-Nohain, mise en scène Jean-Philippe Alosi, Théâtre La Bruyère
- 18 mai : Délire à deux d'Eugène Ionesco, mise en scène Christophe Feutrier, Théâtre de la Ville
- 19 mai : L'Échange de Paul Claudel, mise en scène Xavier Lemaire, Théâtre Mouffetard
- 21 mai : Agamemnon de Sénèque, mise en scène Denis Marleau, Comédie-Française Salle Richelieu
- 24 mai : Il Capitano Fracasse librement inspiré du Capitaine Fracasse de Théophile Gautier, mise en scène Jean-Renaud Garcia, théâtre 14 Jean-Marie Serreau
- 24 mai : Orgueil, poursuite et décapitation de Marion Aubert, mise en scène Marion Guerrero, théâtre du Rond-Point
- 3 juin : Pièces courtes de Georges Courteline, mise en scène Jérôme Deschamps, théâtre des Bouffes-du-Nord
- 7 juin : De beaux lendemains d'après le roman de Russell Banks, mise en scène Emmanuel Meirieu, théâtre des Bouffes-du-Nord
- 7 juin : Tu m'as sauvé la vie de Sacha Guitry, mise en scène Jean-Laurent Cochet, Pépinière Théâtre
- 8 juin : La jeune fille, le diable et le moulin d'Olivier Py, mise en scène de l'auteur, théâtre du Grand Marché
- 8 juin : Rêve d'automne de Jon Fosse, mise en scène de Patrice Chéreau, La Criée
- 8 juin : Fin de partie de Samuel Beckett, mise en scène Alain Françon, Théâtre de la Madeleine
- 8 juin : Agamemnon de Rodrigo García, mise en scène Pietro Varrasso, théâtre de Poche
- 8 juin : Les Bonnes de Jean Genet, mise en scène Pierangelo Summa, théâtre Les Déchargeurs
- 9 juin : L'Eau de la vie d'Olivier Py, mise en scène de l'auteur, théâtre du Grand Marché
- 9 juin : La Salle d'attente de Krystian Lupa d'après Catégorie 3.1 de Lars Norén, mise en scène de l'auteur, théâtre Vidy-Lausanne
- 10 juin : La Vraie Fiancée d'Olivier Py, mise en scène de l'auteur, théâtre du Grand Marché
- 9-19 juillet : Au moins, j'aurais laissé un beau cadavre librement inspiré d'Hamlet, mise en scène Vincent Macaigne, Festival d'Avignon

### Saison 2011-2012
- 30 août : Entre deux ils d'Isabelle Cote, mise en scène Agnès Boury et José Paul, Théâtre de l'Œuvre
- 31 août : Les Conjoints d'Éric Assous, mise en scène Jean-Luc Moreau, Théâtre Tristan Bernard
- 1er septembre : Fume cette cigarette d'Emmanuel Robert-Espalieu, mise en scène Édouard Molinaro, Théâtre des Mathurins
- 6 septembre : Collaboration de Ronald Harwood, mise en scène Georges Werler, Théâtre des Variétés
- 6 septembre : Le Paradis sur terre de Tennessee Williams, mise en scène Bernard Murat, Théâtre Édouard VII
- 6 septembre : Soif de Fred Nony, mise en scène Marion Sarraut, Théâtre du Petit-Saint-Martin
- 7 septembre : René l'énervé opéra bouffe et tumultueux de Jean-Michel Ribes, compositeur Reinhardt Wagner, Théâtre du Rond-Point
- 8 septembre : L'Intrus d'Antoine Rault, mise en scène Christophe Lidon, Comédie des Champs-Élysées
- 8 septembre : Oncle Gourdin conception et mise en scène Sophie Perez, Xavier Boussiron, Théâtre du Rond-Point
- 9 septembre : Les Bonobos de Laurent Baffie, mise en scène de l'auteur, Théâtre du Palais Royal
- 9 septembre : L'Homme inutile ou La Conspiration des sentiments de Iouri Olecha, mise en scène Bernard Sobel, Théâtre national de la Colline
- 10 septembre : Le songe d'une nuit d'été de William Shakespeare, mise en scène Nicolas Briançon, Théâtre de la Porte-Saint-Martin
- 12 septembre : La Douleur de Marguerite Duras, mise en scène Patrice Chéreau, Théâtre de l'Atelier
- 13 septembre : L'Ouest Solitaire de Martin Mc Donagh, mise en scène Ladislas Chollat, Théâtre Marigny
- 14 septembre : L'Amour à trois de René de Obaldia, mise en scène Thomas Le Douarec et Pierre Forest, Théâtre Le Ranelagh
- 14 septembre : Lady Oscar de Guillaume Mélanie, adaptation d'après Oscar de Claude Magnier, mise en scène Éric Civanyan, Théâtre de la Renaissance
- 14 septembre : Le Dindon de Georges Feydeau, mise en scène Philippe Adrien, Théâtre de la Tempête
- 14 septembre : Les Vagues de Virginia Woolf, mise en scène Marie-Christine Soma, Théâtre national de la Colline
- 14 septembre : Youri de Fabrice Melquiot, mise en scène Didier Long, Théâtre Hébertot
- 15 septembre : Chansons déconseillées, mise en scène Philippe Meyer, Studio-Théâtre de la Comédie-Française
- 15 septembre : Le Coup de la cigogne de Jean-Claude Isler, mise en scène Jean-Luc Moreau, Théâtre Saint-Georges
- 16 septembre : J'aurai voulu être égyptien d'après Alaa al-Aswani, mise en scène Jean-Louis Martinelli, Théâtre Nanterre-Amandiers
- 16 septembre : Une histoire d'âme d'Ingmar Bergman, mise en scène Bénédicte Acolas, Théâtre des Célestins
- 17 septembre : De filles en aiguilles de Robin Hawdon, mise en scène Jacques Décombe, Théâtre de la Michodière
- 17 septembre : Hollywood de Ron Hutchinson, mise en scène Daniel Colas, Théâtre Antoine
- 19 septembre : L'Avare de Molière, mise en scène Catherine Hiegel, Comédie-Française Salle Richelieu
- 21 septembre : Les Bonnes de Jean Genet, mise en scène Sylvie Busnel, Théâtre de l'Atelier
- 21 septembre : Roméo et Juliette de William Shakespeare, mise en scène Olivier Py, Odéon-Théâtre de l'Europe
- 22 septembre : Bérénice de Racine, mise en scène Muriel Mayette, Comédie-Française Salle Richelieu
- 22 septembre : Une nuit arabe de Roland Schimmelpfennig, mise en scène Claudia Stavisky, Théâtre des Célestins
- 23 septembre : La Vérité de Florian Zeller, mise en scène Patrice Kerbrat, Théâtre Montparnasse
- 23 septembre : Le Jeu de l'amour et du hasard de Marivaux, mise en scène Galin Stoev, Comédie-Française au Cent Quatre
- 27 septembre : Les Liaisons dangereuses d'après Pierre Choderlos de Laclos, mise en scène Régis Mardon, Théâtre du Petit-Saint-Martin
- 28 septembre : Chroniques d'une haine ordinaire de Pierre Desproges, mise en scène Michel Didym, Pépinière Théâtre
- 28 septembre : La Pluie d'été de Marguerite Duras, mise en scène Emmanuel Daumas, Théâtre du Vieux-Colombier
- 29 septembre : Mon meilleur copain d'Éric Assous, mise en scène Jean-Luc Moreau, Théâtre des Nouveautés
- 30 septembre : Clôture de l'amour de Pascal Rambert, mise en scène de l'auteur, Théâtre de Gennevilliers
- 30 septembre : Les 39 Marches de John Buchan et Alfred Hitchcock, mise en scène Éric Métayer, Théâtre La Bruyère
- 2 octobre : Abraham écrit, mis en scène, et interprété par Michel Jonasz, Théâtre des Mathurins
- 6 octobre : Cabaret de Joe Masteroff, Fred Ebb, John Kander, mise en scène Rob Marshall, Sam Mendes, Théâtre Marigny
- 6 octobre : Le Chagrin des ogres de Fabrice Murgia, mise en scène de l'auteur, Odéon-Théâtre de l'Europe Ateliers Berthier
- 7 octobre : Andromaque de Racine, mise en scène Muriel Mayette, Comédie-Française Salle Richelieu
- 13 octobre : Desdemona de Toni Morrison et Rokia Traoré, mise en scène Peter Sellars, Théâtre Nanterre-Amandiers
- 13 octobre : Une autre vie de Brian Friel, mise en scène Benoît Lavigne, Théâtre La Bruyère
- 13 octobre : Une histoire d'âme d'Ingmar Bergman, mise en scène Bénédicte Acolas, Théâtre du Rond-Point
- 2 novembre : L'Année de la pensée magique de Joan Didion, mise en scène Thierry Klifa, Théâtre de l'Atelier
- 2 novembre : Les Criminels de Ferdinand Bruckner, mise en scène Richard Brunel, Théâtre des Célestins
- 4 novembre: Je disparais d'Arne Lygre, mise en scène Stéphane Braunschweig, Théâtre national de la Colline
- 4 novembre : Lulu de Frank Wedekind, mise en scène Bob Wilson, Théâtre de la Ville avec le Berliner Ensemble, compositeur Lou Reed
- 4 novembre : NO83 (Comment expliquer des tableaux à un lièvre mort) de Tiit Ojasoo et Eric-Liis Semper, mise en scène des auteurs, Odéon-Théâtre de l'Europe
- 5 novembre : Cendrillon de Joël Pommerat d'après le conte populaire, mise en scène Joël Pommerat, Odéon-Théâtre de l'Europe Ateliers Berthier
- 8 novembre : Truismes d'après le roman de Marie Darrieussecq, mise en scène Alfredo Arias, Théâtre du Rond-Point
- 9 novembre : Les Trachiniennes de Sophocle, mise en scène Wajdi Mouawad, Théâtre des Célestins
- 10 novembre : Antigone de Sophocle, mise en scène Wajdi Mouawad, Théâtre des Célestins
- 11 novembre : Électre de Sophocle, mise en scène Wajdi Mouawad, Théâtre des Célestins
- 11 novembre : Tout est normal, mon cœur scintille de Jacques Gamblin, Théâtre du Rond-Point
- 18 novembre : Bistro ! de Sylvie Audcoeur et Marie Piton, mise en scène Anne Bourgeois, Théâtre de l'Œuvre
- 19 novembre : L'École des femmes de Molière, mise en scène Jacques Lassalle, Comédie-Française Salle Richelieu
- 22 novembre : Voyageurs immobiles de Philippe Genty, mise en scène de l'auteur, Théâtre des Célestins
- 24 novembre : Personne n'est parfait de Simon Williams, mise en scène Alain Sachs, Théâtre des Bouffes Parisiens
- 25 novembre : H.H texte et mise en scène Jean-Claude Grumberg, Théâtre du Rond-Point
- 25 novembre : Obludarium conception Matej Forman, Petr Forman, mise en scène Petr Forman, Théâtre du Rond-Point
- 25 novembre : Un tramway d'après Un tramway nommé Désir de Tennessee Williams, mise en scène Krzysztof Warlikowski, Odéon-Théâtre de l'Europe
- 2 décembre : Un fil à la patte de Georges Feydeau, mise en scène Jérôme Deschamps, Comédie-Française Salle Richelieu
- 8 décembre : Golgota picnic texte, mise en scène, scénographie Rodrigo García, Théâtre du Rond-Point
- 13 décembre : Le Début de la fin de Sébastien Thiéry, mise en scène Richard Berry, Théâtre des Variétés
- 20 décembre : La Princesse transformée en steak-frites de Christian Oster, mise en scène Frédéric Bélier-Garcia, Nouveau théâtre d'Angers
- 21 décembre : Le Cirque invisible de Victoria Chaplin et Jean-Baptiste Thierrée, Théâtre du Rond-Point

## Festival d'Avignon

### Cour d'honneur duPalais des Papes
- 7 juillet : Enfant de Boris Charmatz
- 16 juillet : Cesena d'Anne Teresa De Keersmaeker et Björn Schmelzer
- 18 juillet : Le Condamné à mort de Jean Genet
- 22 juillet : Bloed & Rozen - Het lied van Jeanne en Gilles (Sang et Roses - Le Chant de Jeanne et Gilles) de Tom Lanoye

## Récompenses
- 17 avril (dimanche) : 24e Nuit des Molières à la Maison des arts et de la culture de Créteil.

## Décès
- 3 janvier : Georges Staquet (°1932)
- 6 janvier : Janine Souchon (°1930)
- 10 février : Michel Fagadau (°1930)
- 28 février : Annie Girardot (°1931)
- 15 mars : Michel Fortin (°1947)
- 27 mars : Nadia Barentin (°1936)
- 27 mars : Hélène Surgère (°1928)
- Bernard Jenny (°1931)
- 8 avril :  Craig Thomas (°1942)
- 22 avril : Daniel Darès (°1931)
- 24 avril : Marie-France Pisier (°1944)
- 24 avril : Denise Bonal (°1921)
- 25 avril : Claude Winter (°1931)
- 4 juin : Maurice Garrel (°1923)
- 25 juillet : Michael Cacoyannis (°1922)
- 6 août : Henri Tisot (°1937)
- 21 août : Patrick Guillemin (°1950)
- septembre : Pol Quentin (°1916)
- 21 septembre : Paulette Dubost (°1910)
- 29 septembre : Denise Gence (°1924)
- 1er octobre : François Abou Salem (°1951)
- 12 octobre : Heinz Bennent (°1921)
- 20 octobre : Jean Raymond (°1919)
- 23 octobre : Jean Amadou (°1929)
- 29 octobre : Robert Lamoureux (°1920)
- 3 novembre : François de Lamothe (°1928)
- 20 novembre : Robert Party (°1924)
- 2 décembre : Jean-Claude Arnaud (°1931)
- 9 décembre : Jacques Debary (°1914)
- 14 décembre : Paul-Émile Deiber (°1925)
- 14 décembre : Roland Dubillard (°1923)
- 18 décembre : Václav Havel (°1936)